# Rejectaria cucutalis
Rejectaria cucutalis är en fjärilsart som beskrevs av William Schaus 1916. Rejectaria cucutalis ingår i släktet Rejectaria och familjen nattflyn. Inga underarter finns listade.